# العلاقات الرومانية الفانواتية
العلاقات الرومانية الفانواتية هي العلاقات الثنائية التي تجمع بين رومانيا وفانواتو.

## مقارنة بين البلدين
هذه مقارنة عامة ومرجعية للدولتين:
| وجه المقارنة                                              | رومانيا                                                                               | فانواتو                                  |
| --------------------------------------------------------- | ------------------------------------------------------------------------------------- | ---------------------------------------- |
| المساحة (كم2)                                             | 238.40 ألف                                                                            | 12.19 ألف                                |
| عدد السكان (نسمة)                                         | 19.59 مليون                                                                           | 276.24 ألف                               |
| الكثافة السكانية (ن./كم²)                                 | 82.17                                                                                 | 22.66                                    |
| العاصمة                                                   | بوخارست                                                                               | بورت فيلا                                |
| اللغة الرسمية                                             | اللغة الرومانية                                                                       | اللغة البسلاما، لغة فرنسية، لغة إنجليزية |
| العملة                                                    | ليو روماني                                                                            | فاتو فانواتي                             |
| الناتج المحلي الإجمالي (بليون دولار)                      | 211.80 مليار                                                                          | 862.88 مليون                             |
| الناتج المحلي الإجمالي (تعادل القوة الشرائية) بليون دولار | 465.56 مليار                                                                          | 790.76 مليون                             |
| الناتج المحلي الإجمالي الاسمي للفرد دولار أمريكي          | 9.47 ألف                                                                              | 2.81 ألف                                 |
| الناتج المحلي الإجمالي للفرد دولار أمريكي                 | 23.63 ألف                                                                             | 3.03 ألف                                 |
| مؤشر التنمية البشرية                                      | 0.793                                                                                 | 0.594                                    |
| رمز المكالمات الدولي                                      | +40                                                                                   | +678                                     |
| رمز الإنترنت                                              | .ro                                                                                   | .vu                                      |
| المنطقة الزمنية                                           | ت ع م+02:00، ت ع م+03:00، أوروبا/بوخارست ‏، توقيت شرق أوروبا، توقيت شرق أوروبا الصيفي ‏ | ت ع م+11:00                              |

## منظمات دولية مشتركة
يشترك البلدان في عضوية مجموعة من المنظمات الدولية، منها:
| علم المنظمة | اسم المنظمة                        | تاريخ انضمام رومانيا | تاريخ انضمام فانواتو |
| ----------- | ---------------------------------- | -------------------- | -------------------- |
|             | مؤسسة التنمية الدولية              | 12 أبريل 2014        | 28 سبتمبر 1981       |
|             | منظمة التجارة العالمية             | 1995                 | ?                    |
|             | المنظمة الهيدروغرافية الدولية      | ?                    | ?                    |
|             | مؤسسة التمويل الدولية              | 23 سبتمبر 1990       | 28 سبتمبر 1981       |
|             | منظمة حظر الأسلحة الكيميائية       | ?                    | ?                    |
|             | الأمم المتحدة                      | 14 ديسمبر 1955       | 15 سبتمبر 1981       |
|             | الاتحاد الدولي للاتصالات           | 9 فبراير 1866        | 30 مارس 1988         |
|             | البنك الدولي للإنشاء والتعمير      | 15 ديسمبر 1972       | 28 سبتمبر 1981       |
|             | الاتحاد البريدي العالمي            | ?                    | ?                    |
|             | وكالة ضمان الاستثمار متعدد الأطراف | 10 سبتمبر 1992       | 27 يوليو 1988        |
|             | يونسكو                             | 27 يوليو 1956        | 10 فبراير 1994       |

## وصلات خارجية
- موقع وزارة الخارجية الرومانية